# Microtragus bifasciatus
Microtragus bifasciatus là một loài bọ cánh cứng trong họ Cerambycidae.